# Опорово (Куявсько-Поморське воєводство)
Опорово (пол. Oporowo) — село в Польщі, у гміні Лабішин Жнінського повіту Куявсько-Поморського воєводства.
Населення — 134 особи (2011).
У 1975-1998 роках село належало до Бидгощського воєводства.

## Демографія
Демографічна структура станом на 31 березня 2011 року:
|          | Загалом | Допрацездатний вік | Працездатний вік | Постпрацездатний вік |
| -------- | ------- | ------------------ | ---------------- | -------------------- |
| Чоловіки | 71      | 19                 | 42               | 10                   |
| Жінки    | 63      | 14                 | 38               | 11                   |
| Разом    | 134     | 33                 | 80               | 21                   |